# 1957 NBA Draft
1957 NBA Draft, w 14 rundach tego draftu wybranych zostało 83 koszykarzy.

## Runda pierwsza
| Nr | Zawodnik          | Narodowość | Drużyna NBA           | College/Klub           |
| -- | ----------------- | ---------- | --------------------- | ---------------------- |
| 1  | Hot Rod Hundley   | USA        | Cincinnati Royals     | West Virginia          |
| 2  | Charlie Tyra      | USA        | Detroit Pistons       | Louisville             |
| 3  | Jim Krebs         | USA        | Minneapolis Lakers    | SMU                    |
| 4  | Win Wilfong       | USA        | St. Louis Hawks       | Memphis State          |
| 5  | Brendan McCann    | USA        | New York Knicks       | St. Bonaventure        |
| 6  | Lennie Rosenbluth | USA        | Philadelphia Warriors | North Carolina         |
| 7  | George Bon Salle  | USA        | Syracuse Nationals    | Illinois               |
| 8  | Sam Jones         | USA        | Boston Celtics        | North Carolina Central |

## Runda druga
| Nr | Zawodnik       | Narodowość | Drużyna NBA           | College/Klub     |
| -- | -------------- | ---------- | --------------------- | ---------------- |
| 9  | Dick Duckett   | USA        | Cincinnati Royals     | St. John’s       |
| 10 | Bob McCoy      | USA        | Detroit Pistons       | Grambling State  |
| 11 | Harvey Schmidt | USA        | Minneapolis Lakers    | Illinois         |
| 12 | Jim Palmer     | USA        | St. Louis Hawks       | Dayton           |
| 13 | Larry Friend   | USA        | New York Knicks       | California       |
| 14 | Jack Sullivan  | USA        | Philadelphia Warriors | Mount St. Mary’s |
| 15 | Jim Morgan     | USA        | Syracuse Nationals    | Louisville       |
| 16 | Dick O’Neal    | USA        | Boston Celtics        | TCU              |

## Runda trzecia
| Nr | Zawodnik        | Narodowość | Drużyna NBA           | College/Klub     |
| -- | --------------- | ---------- | --------------------- | ---------------- |
| 17 | Jerry Paulson   | USA        | Cincinnati Royals     | Manhattan        |
| 18 | Bill Ebben      | USA        | Detroit Pistons       | Detroit Mercy    |
| 19 | James Spivey    | USA        | Minneapolis Lakers    | SE Oklahoma      |
| 20 | John Smyth      | USA        | St. Louis Hawks       | Notre Dame       |
| 21 | Gary Clark      | USA        | New York Knicks       | Syracuse         |
| 22 | Angelo Lombardo | USA        | Philadelphia Warriors | Manhattan        |
| 23 | Vice Cohen      | USA        | Syracuse Nationals    | Syracuse         |
| 24 | Chuck Schramm   | USA        | Boston Celtics        | Western Illinois |

## Runda czwarta
| Nr | Zawodnik        | Narodowość | Drużyna NBA           | College/Klub      |
| -- | --------------- | ---------- | --------------------- | ----------------- |
| 25 | Jed Dormeyer    | USA        | Cincinnati Royals     | Minnesota         |
| 26 | Kurt Englebert  | USA        | Detroit Pistons       | St. Joseph’s (PA) |
| 27 | George Brown    | USA        | Minneapolis Lakers    | Wayne State       |
| 28 | Henry J. Nowak  | USA        | St. Louis Hawks       | Canisius          |
| 29 | Rayford Wells   | USA        | New York Knicks       | Lenoir Rhyne      |
| 30 | Ray Radiszewski | USA        | Philadelphia Warriors | Saint Joseph’s    |
| 31 | Jerry Mallett   | USA        | Syracuse Nationals    | Baylor            |
| 32 | Jim Ashmore     | USA        | Boston Celtics        | Mississippi State |